# 네레스하임 수도원

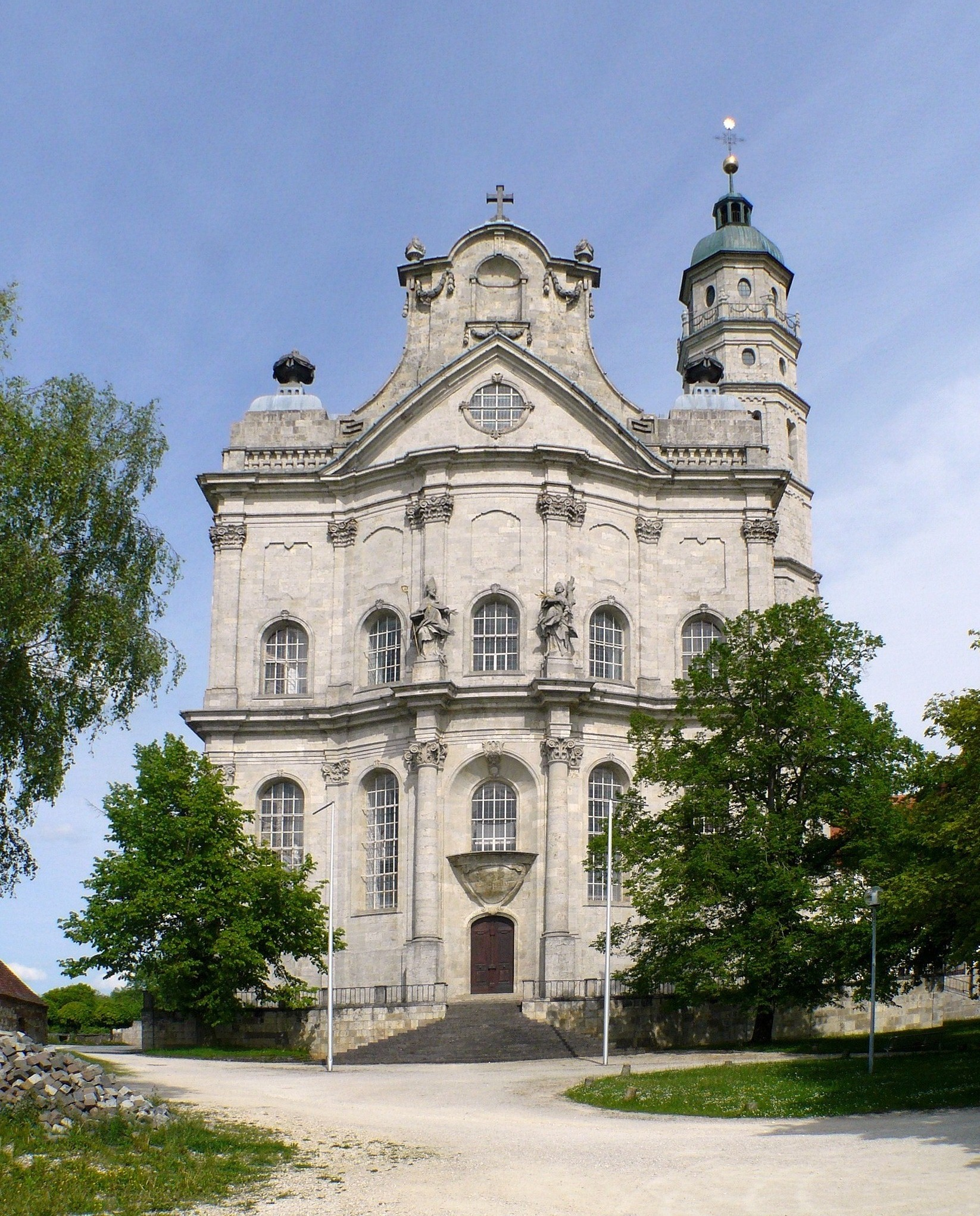
네레스하임 수도원

네레스하임 수도원(독일어: Abtei Neresheim)은 독일 남부 바덴뷔르템베르크주의 네레스하임이라는 마을에 있는 수도원으로, 성 울리히와 아프라의 네레스하임 수도원이라고도 불린다.
1095년에 아우구스티누스 참사 수도원으로 설립되었으나, 1106년에 베네딕도회 수도원으로 바뀌었고, 현재 건물은 18세기에 발타자어 노이만의 설계로 지어졌다. 1802년 수도원에 폐쇄되기도 했으나, 1919년에, 같은 바덴-뷔템부르크 주에 있는 보이론 대수도원(Erzabtei Beuron)의 베네딕도회 수도원과, 프라하의 에마우스 수도원의 도움으로, 네레스하임 베데딕도 수도원이 재건되었다.
중세 때부터 내려오는 건물은 로마네스크 건축 양식의 바실리카였으나, 1695년에 바로크 건축 양식으로 개축되었다. 현재의 건물은 1747년부터 1792년 사이에 지어진 것으로, 발타자어 노이만의 설계에 의하였으며, 1753년에 그가 죽은 후에는 그의 제자들과 계승자들이 작업을 이어 나갔다. 유럽 바로크 건축의 걸작 중 하나로 손꼽힌다.
네레스하임 수도원의 소년 성가대는 2004년에 창설되었으며, 교회 전례에서 정기적으로 봉사하고, 전례 외적인 공연을 하기도 한다.